# 家紋

皇室の紋章である「菊花紋章」。

豊臣家の家紋である桐紋（五七の桐）。
現在は日本政府の紋章として使われているが、元々は皇室の紋章（替紋）で、桐をかたどったもの。

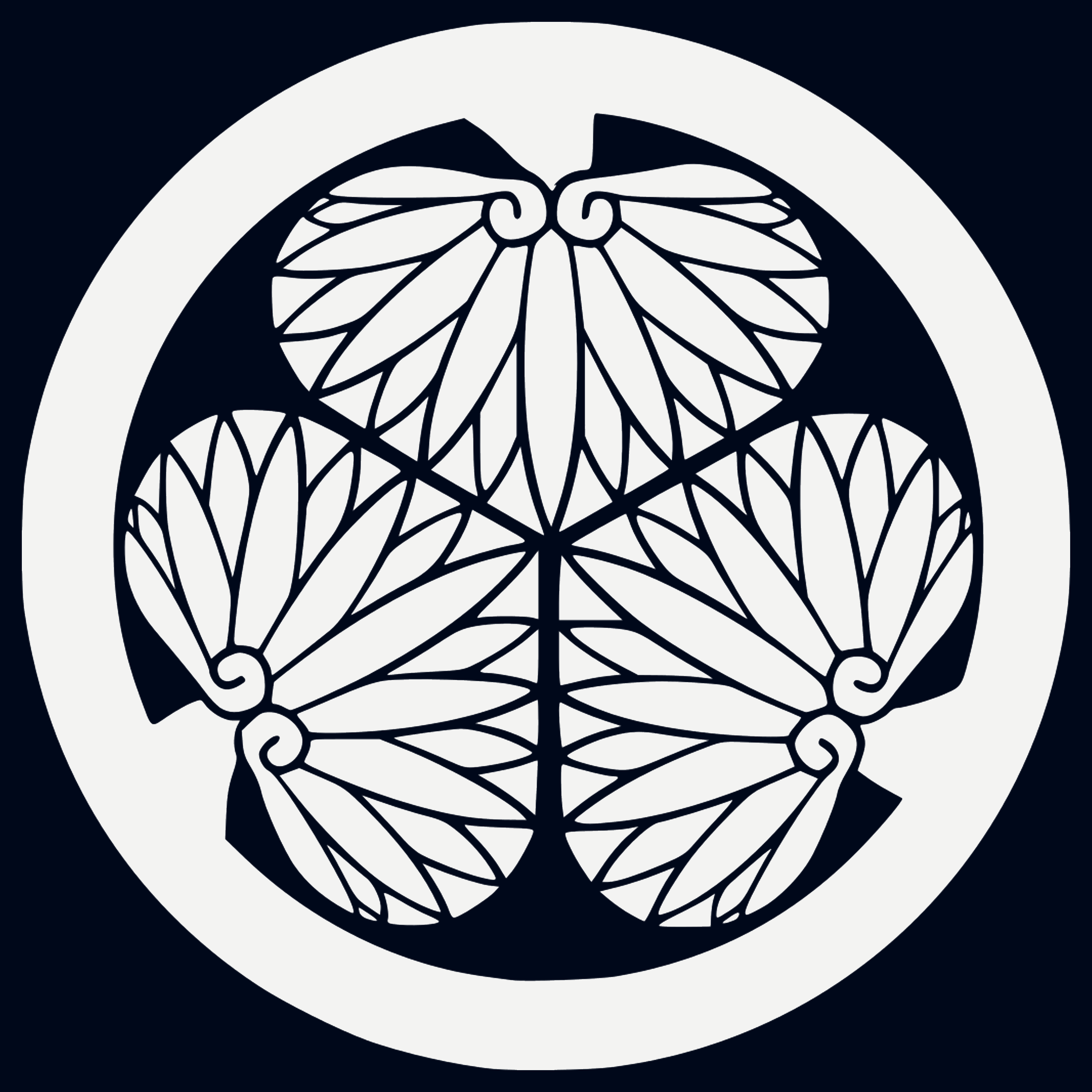
徳川宗家（徳川将軍家）の紋章。「三つ葉葵」。

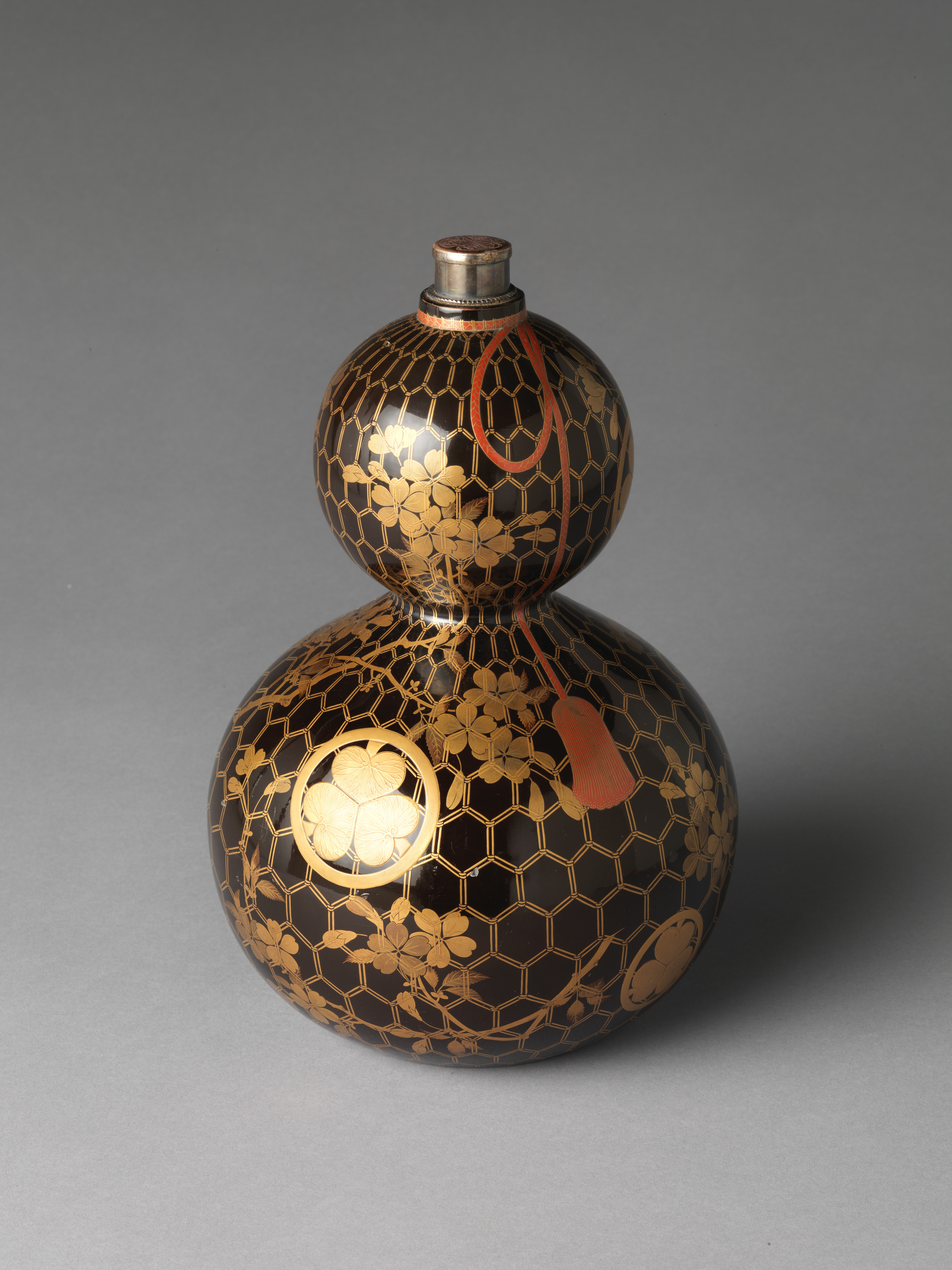
徳川氏の三つ葉葵紋が描かれたひょうたん型の蒔絵酒器。
（江戸時代、18世紀、メトロポリタン美術館蔵）

家紋（かもん）とは、個人や家族を識別するために用いられる日本の紋章である。 日本では、構造的な類似性に基づいて241種類の一般的な分類がなされており（1つの紋が複数の分類に属することもある）、5116種類の個別の紋が存在する（ただし、この分類に含まれていない失われた紋や無名の紋が存在することもよく知られている。

## 概要

### 家紋のおこり
「源平藤橘（げんぺいとうきつ）」と呼ばれる源氏、平氏、藤原氏、橘氏といった強力な氏族が最も名を馳せていた時代、地方に移り住んだ氏族の一部が他の同じ氏族の人間と区別を図るため土地の名前などを自分の家名（屋号）とし、それが後の名字となった。
家紋は家の独自性を示す固有の目印的な紋章として生まれ、名字を表す紋章としての要素が強い。

### 家紋の発展
その後、武家や公家が家紋を使用するようになった。
- 血統や元々の帰属勢力としていくつかのグループに大きく分けることができる。
- それぞれが代表的な家紋とそのバリエーションで構成される。
- その他、各地の豪族がそれぞれ新たに創作した家紋が現代まで伝わっているものもある。

### 制限について
特別な紋章や場合を除いて、家紋を幾つも所有することは自由であったこともあり、墓地や家具、船舶にまで付けられるほどまでに広まる。
- しかし家紋の使用に制限はなかったと言うが、他家の家紋を無闇勝手に使用してはそれなりの軋轢や摩擦が生じる。
- 特に大名や将軍などの、地位の高い家のものとなればなおのことであった。
- そのため、他家の定紋は出来るだけ配慮して使わないこととする暗黙の了解があったとされる。

### 英語での表記について
英語圏で用いられる象徴（Symbol）は抽象的な図案を指し、紋章（Coat of arms）は視覚的な図案を指すが、日本の家紋は「兜飾り」の意味から Family crest、Crest といった英語で表現されている。これは、西洋では個人紋章（Coat of arms）の構成要素であるクレスト（Crest）を一族・家族で共有することがあり、日本の家紋と同様の機能を有するからである。日本名を音訳して mon、kamon とする場合もある。

## 歴史

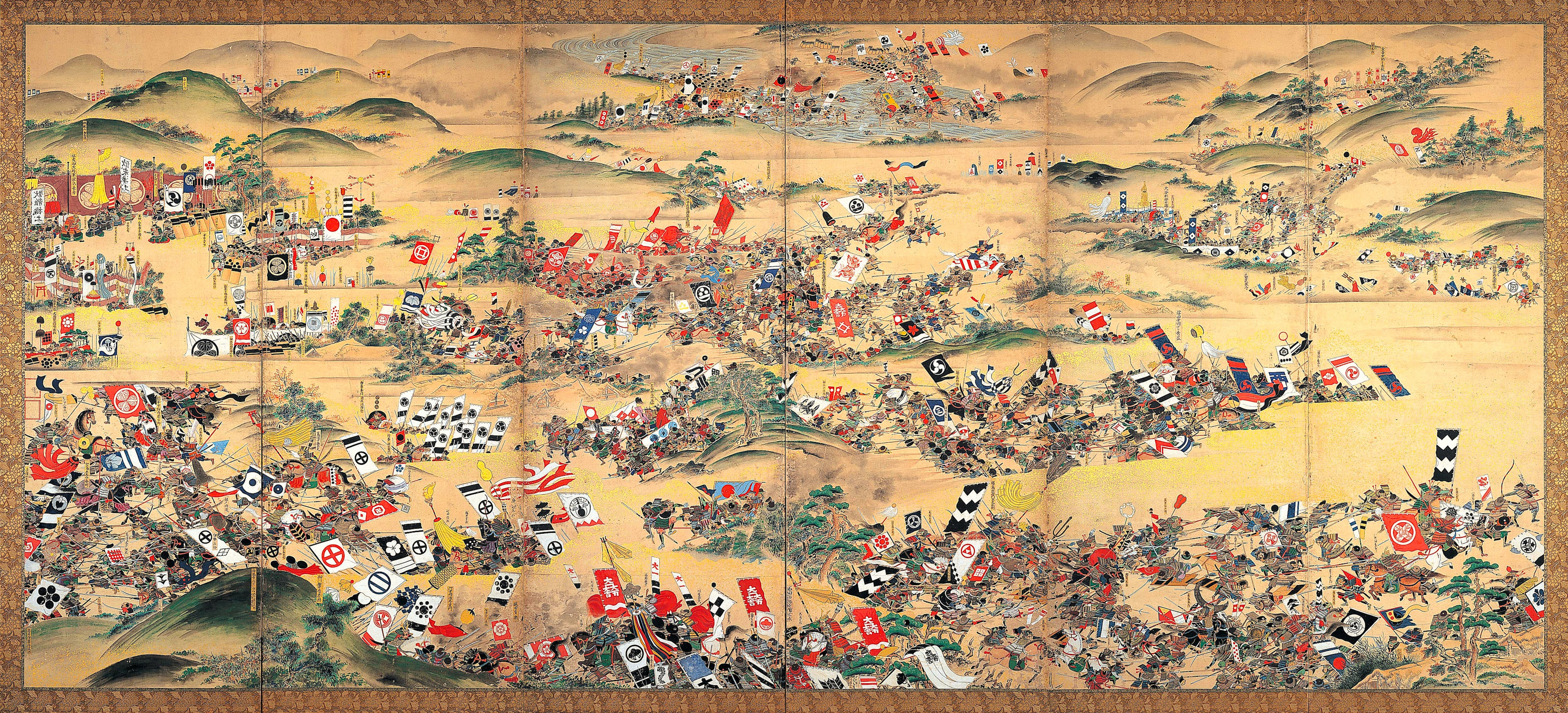
合戦場を埋め尽くす家紋入りの幟
----
岐阜市歴史博物館蔵収蔵『関ヶ原合戦屏風』（江戸時代後期）

### 平安時代 - 鎌倉時代
家紋の起源は古く平安時代後期にまで遡る。奈良時代から調度や器物には装飾目的として様々な文様が描かれてきたが、平安時代になると次第に調度品に文様を描くことは視覚的な美しさだけでなく、貴族が各家固有の目印として使う特色を帯びてきた。そして平安時代末期に近づくと、西園寺実季や徳大寺実能といった公家が独自の紋を牛車の胴に付け都大路でその紋を披露して歩き回り始める。これが家紋の起こりであるという説がある。
その後、公家の間で流行し、様々な家紋が生み出されていく。例えば上記の西園寺実季は「鞘絵」を、徳大寺実能は「木瓜」を、菅原一族などは梅紋をといった華美な紋を家紋にしている。しかしながら文様の延長線上としての色彩的な意味合いが強く、鎌倉時代にかけて徐々に、その後の帰属の証明や家紋の意味合いや役割に、発展・変化していった。
武家の家紋は公家よりも遅れ、源平の対立が激化し始めた平安末期に生まれる。戦場において自分の働きを証明、また名を残す自己顕示のため各自が考えた固有の図象を旗幕、幔幕にあしらったことが、その始まりであったと考えられている。源氏が白旗、平氏が赤旗を戦場での敵味方の区別を付けやすくするための認識性のために掲げた。旗に家紋の原型となる紋章を描くことはなかったが、家来である武蔵七党である児玉党は後の児玉の家紋になる「軍配団扇紋」の「唐団扇」を軍旗に描いている。このことから、武家の家紋も公家と同じく平安後期に生まれたと考えられるが、それもわずか数えられるほどで、爆発的に普及し始めるのは鎌倉時代以後となる。鎌倉時代中期頃にはほとんどの武士は家紋を持ち、家紋の文化は武家社会に定着していたと考えられている。
本格的な合戦が増えた鎌倉時代には、武士にとって武勲を上げる機会が増えた。そのため必然的に敵味方を区別したり、自身の手柄の確認させたりするための手段が必要となり、幔幕や幟旗、馬標や刀の鞘など、ありとあらゆる物場に家紋が入れられた。
公家社会においては武士のように名を上げるために家紋を使用する必要はなかった。そのため室町時代に入る頃には、ほとんど廃れてしまう。そもそも家を識別するために紋章を使用するという発想は武家のものであり、その存在自体が厳格な家格の序列に固定化された公家には、そうした紋章をあえて使用する必然性がなかったのである。したがって公家の家紋は「武家にならって創られた伝統」だという側面が強い。

### 南北朝時代 - 室町時代 - 戦国時代
南北朝時代に入る頃には、「大紋」といった直垂に家紋が縫いつけられた衣服が武士の間で普及する。室町時代頃から、紋章を付けた衣服のことを礼服と呼ぶようになるが、礼服に必ず家紋をつけるという発想や考えはまだ一般化していなかった。その考えが定着し始めたのは、大紋から発展した「素襖」や「肩衣」といった衣服が出始めた室町時代中期の東山文化が栄えた頃だと言われる。同じ頃、羽織が生まれた。
戦国時代に入ると同族同士で戦い合うことも増えた。敵・味方の区別をしやすくするため、この頃から急激に家紋の種類が増え始めた。
同時期、「平紋（ひょうもん）」と呼ばれる2・3色に柄を色分けた家紋が流行した。例えば安土桃山時代、朝鮮に出兵した武将・加藤清正の平紋柄の桔梗を小袖につけている肖像画が、京都の観持院に残されている。この柄は江戸時代に入っても人気は衰えず、元禄頃の華美な家紋が流行した時期などは派手好きな民衆に特に好んで使用された。

### 江戸時代

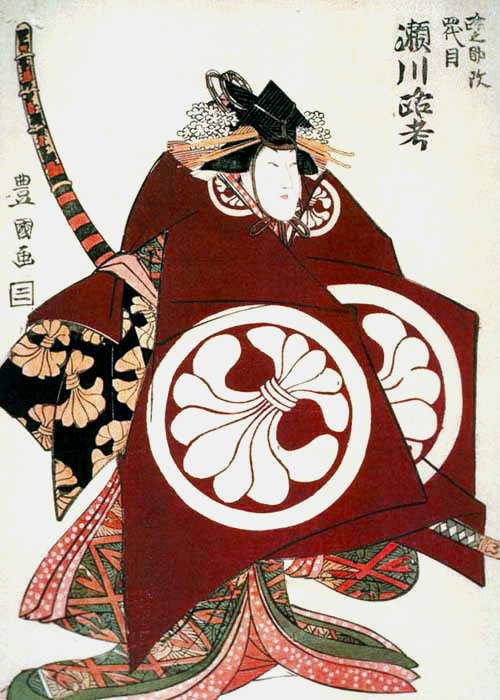
袂に大きく染め抜かれた役者の定紋
----
歌舞伎では登場人物の役柄に関わりなく、その役を務める役者の定紋が舞台衣装に大きく染め抜かれることが多い。
画像は寛政12年（1800年）11月江戸中村座の顔見世興行で上演された『女暫』で巴御前を務める四代目瀬川路考。袂には濱村屋の定紋「結綿（ゆいわた）」。

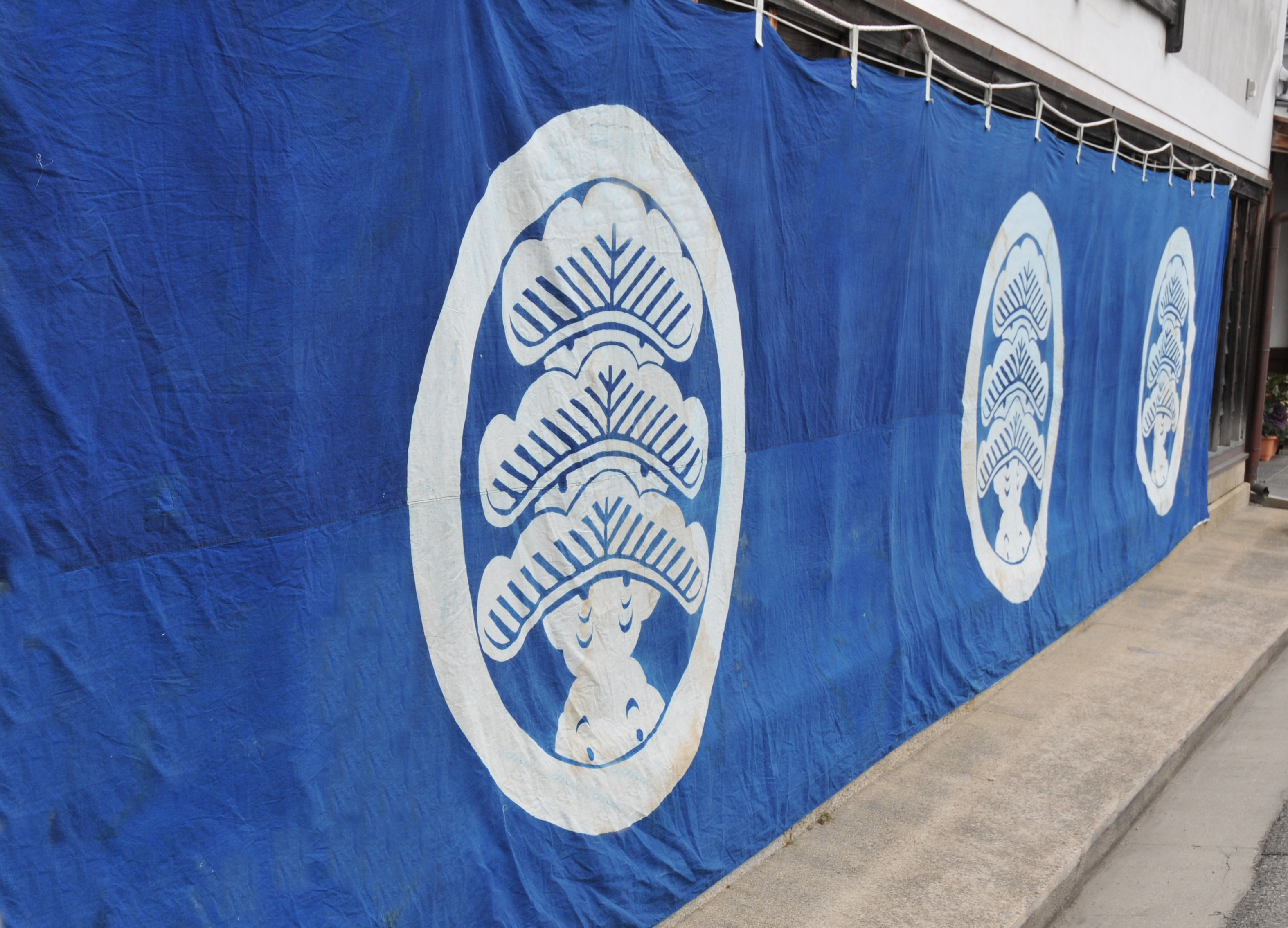
老舗の定紋を染め抜いた陣幕
----
香川県東かがわ市引田讃州井筒屋敷

江戸時代には、武士同士による激しい戦はほとんどなくなり、合戦における敵味方の区別のように実用的だった家紋の役割は変化していき、一種の権威の象徴となっていった。
士農工商という身分が明確に分けられていた階級社会があった江戸時代では、家紋の用途は相手の身分や家格に応じて自分や家族の身なりを正すためであったり、家の格式を他人に示したりする、相手の身分を確認したり示したりするといった目的に変化した。
また日本では、一般庶民も広く家紋を所有し使用した。百姓、町人、そして役者・芸人・遊女などといった社会的には低い階級に位置づけられた者までが、自由に家紋を用いたのである。これは貴族などごく限られた者しか家の紋章が許されないヨーロッパ各国とは対照的である。
一般的な百姓・町人は苗字の公称ができなかったが、家紋を用いることは規制されていなかったため、家・一族の標識として機能していった。
さらに江戸時代には、「羽織」や「裃」など礼装・正装の衣服に家紋を入れる慣習が一般化する。元禄時代に入ると、人々の日常生活は次第に華やかなものになっていき、家紋を持っていなかった人々も家紋を必要とする機会が生まれ、豊臣秀吉の吉例によって「五三の桐」紋が下層庶民に好まれた。また一般の家紋も装飾化され、武家や庶民が用いる家紋も華美・優美な形に整っていった。そのため、左右や上下対称になった家紋や、丸で囲んだ家紋が増え始めたのはこの時期であると考えられている。
また、幕末頃ヨーロッパではジャポニスムとして家紋のデザイン性が評価され、アール・ヌーヴォーの絵画などに使用された。

### 明治時代以降
明治時代になると欧米文化が流入したが、上流階級を除き洋装が急速に普及したわけではなく、むしろ身分規制がなくなったことにより庶民が紋服を着用したり、墓石などに家紋を入れることが増えた。また当時盛んだった国粋主義や家意識の表象として多く用いられた。その一例としてオーダーメイドの軍刀の柄金具に銀細工で所有者の家紋を入れることがあった。

### 第二次世界大戦後 - 現在
第二次世界大戦後は戦中にピークに達した社会的重圧を「軍国的」「封建的」の概念で否定するようになり、家紋はその表象のひとつとみなされることもあった。また関心が欧米文化に傾倒するに伴って紋服などを着用することが少なくなり、国民の間で家紋は次第に縁遠いものとなっていった。しかしそれでも家紋は、現在でもほとんどの家に一つは伝えられており、冠婚葬祭などで着用される礼服には必要不可欠なものになっている。また伝統芸能や老舗では現在でも定紋を前面に打ち出して活動する者も多い。

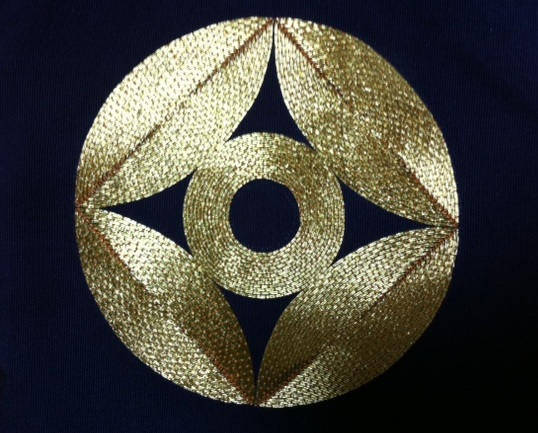
日本刺繍による家紋

また、近年ではシャツやズボン、ハンカチなどに家紋を縫い付けるサービスを行っている服屋も存在する。

## 分類

### 定紋・代表紋・替紋
源平藤橘や物部、大伴と呼ばれる氏族の権力が全盛期であった頃、何千という名字が生まれ、その後次第に家紋が用いられ始める。家紋が生まれて間もない鎌倉時代や平安時代は江戸時代の元禄頃とは違い、家紋の種類や形は多くはなかった。そのため、美しく人気のある家紋や描きやすい単純な図案の家紋ほど好まれる傾向にあり、同名字であっても異なる家紋を利用しているケースもあれば、異名字であっても同じ家紋を利用していることがあった。
同じ氏族の中で比較的多く使われている家紋は代表紋（だいひょうもん）、または表紋（おもてもん）といい、その氏族の代表的な家紋として扱われていた。例えば、藤原氏から分かれた長家や那須といった支流では、もっとも使用されている家紋の「一文字紋」を代表紋としている。
また、当時の武士の間では同名字でも複数の異なる家紋を使用することが一般的であったため、公式に示すための正式な家紋が必要とされた。そういった各個人が決まって用いる家紋のことを定紋（じょうもん）または「本紋」や「正紋」という。基本的に、諸大名や将軍家では定紋を嫡子だけにしか継がせなかったため、また時代とともに一家系で持ちうる替紋の数が増えるに連れて、定紋の権威や価値や必要性は強まっていった。「替紋（かえもん・たいもん）」とは、本来の家を示す公式的な家紋である定紋以外の家紋のことである。
替紋は「裏紋」「別紋」「副紋」「控紋」などともいう。家紋は家同士でのやりとりが頻繁にあり、家紋を自由に創作することもあった。そのため本来の家紋の意味を逸脱した家紋を多く持っている家もあった。例えば、伊達政宗らの仙台伊達家は使用した家紋の数が多いことで知られ、江戸時代中期には定紋の「仙台笹」の他にも、「伊達鴛鴦（だておしどり）」、「九曜（くよう）」、「丸の内に竪三つ引（まるのうちにたてみつひき）」、「雪輪に薄（ゆきわにすすき）」、「八つ薺（やつなずな）」、「五七桐（ごしちのきり）」、「十六菊（じゅうろっきく）」の7つの替紋を用いている。

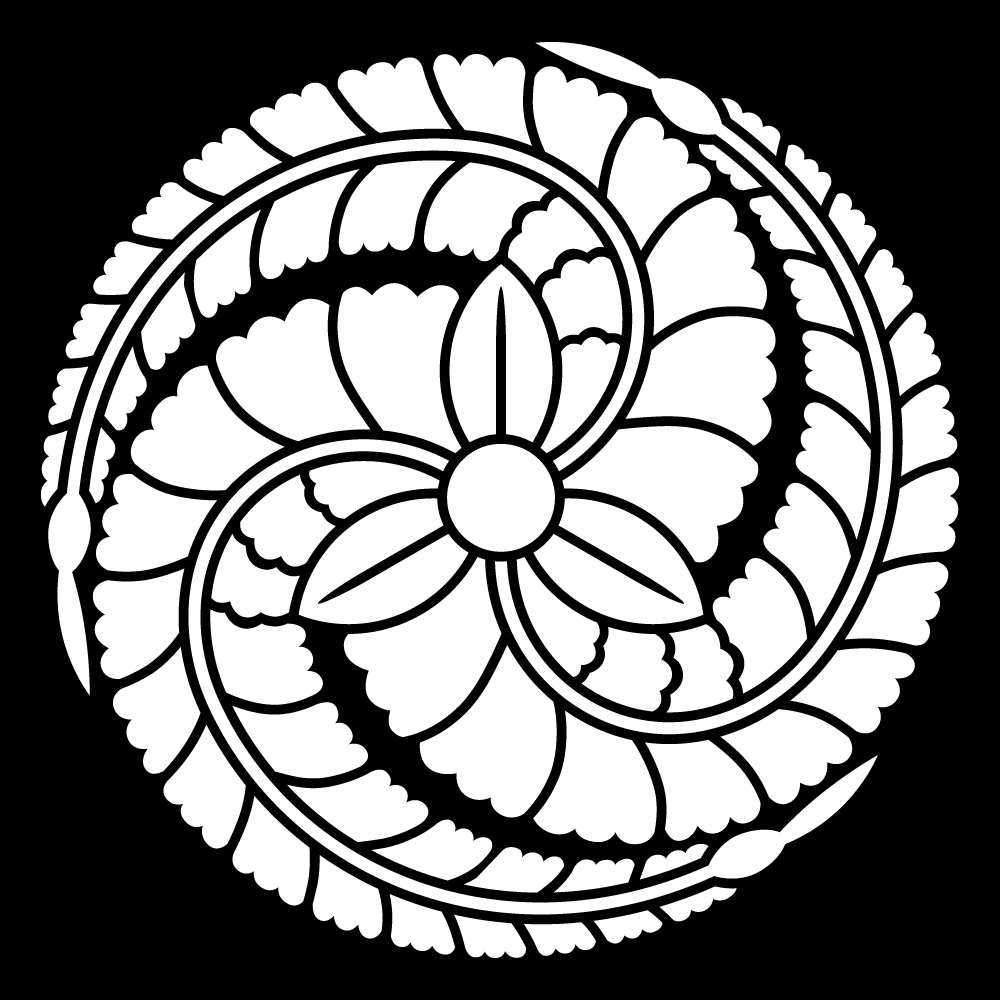
定紋の例（筑前黒田家） 「黒田藤巴」
替紋の例（筑前黒田家） 「黒餅」

### 通紋
江戸時代に入ると、華美で装飾的な家紋は武士に限らず、庶民にも利用された。そういった少数の家や個人が独占できなくなった家紋のことを「通紋（つうもん・とおりもん）」という。通紋は、例えば「唐花紋」といった一般的に優美な家紋に多い。「五三の桐（ごさんのきり）」や「蔦（つた）」などはその一般性から、貸衣装の紋としてよく使われている。

浅野氏が用いた 「丸に違い鷹の羽・浅野鷹の羽」
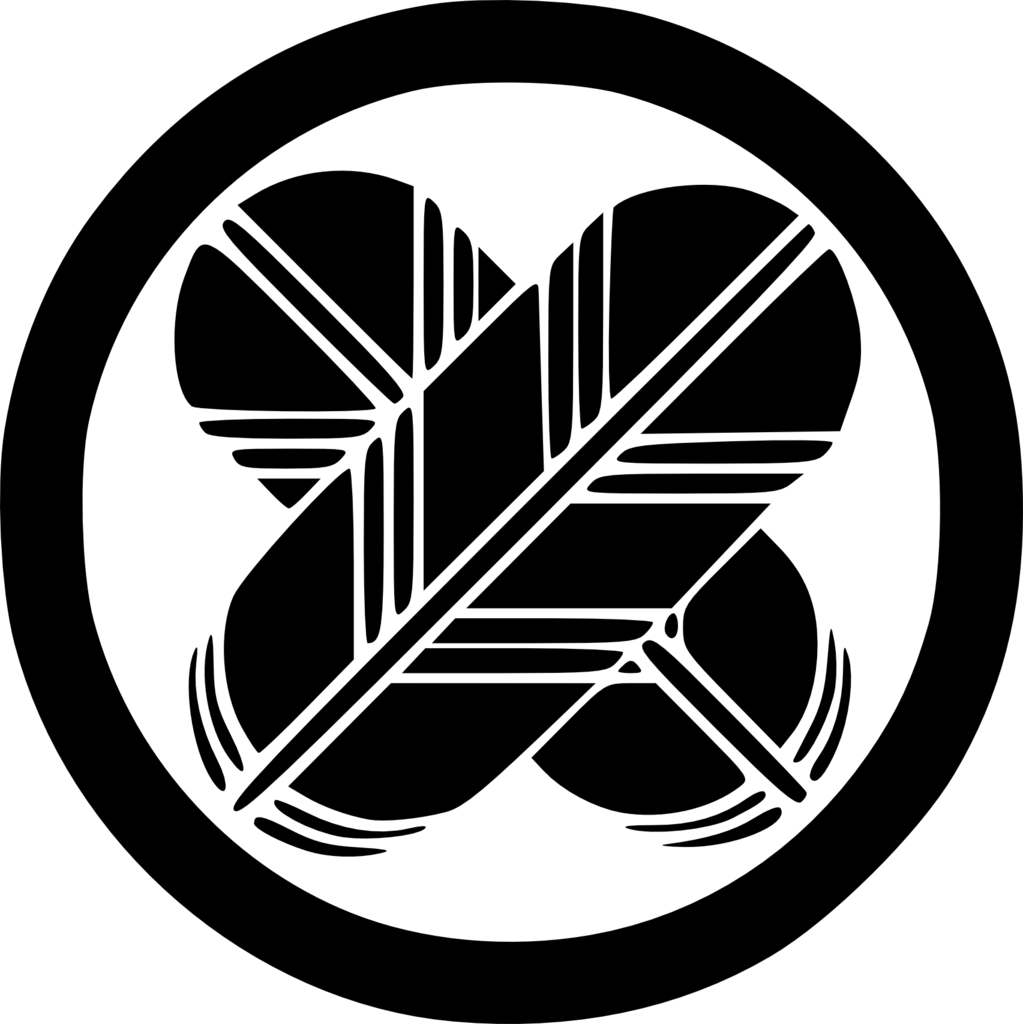
通紋の例 「丸に違い鷹の羽」
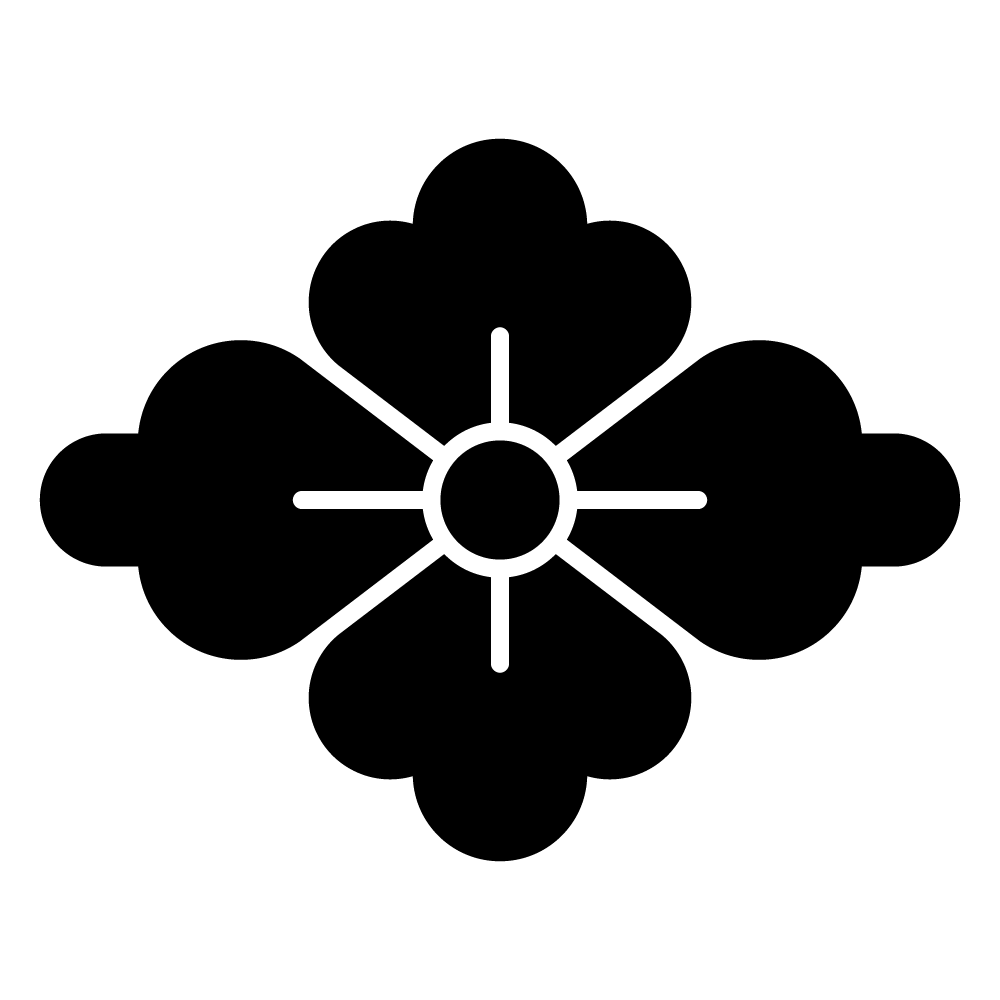
通紋の例 「唐花菱」

### 神紋・寺紋
神社や寺でも各々に用いる固有の紋があるが、特に家紋と区別してそれらの紋は神紋（しんもん）や寺紋（じもん）と呼ばれる。しかし同じように校章といった各学校における紋章や、会社など社団法人には社章も存在するが、家紋の数や種類と比べると圧倒的に少ないため、日本の紋章学者の間では「紋章＝家紋」という認識が一般的である。
神紋には、各神社にゆかりのある公家・武家の家紋が用いられる他、唐などにおける図案や由緒縁起にまつわる図案など独自の意匠が用いられていることも多い。神職の系統の家系では、神紋が家紋代わりとなっている（柏紋、唐花紋など）。

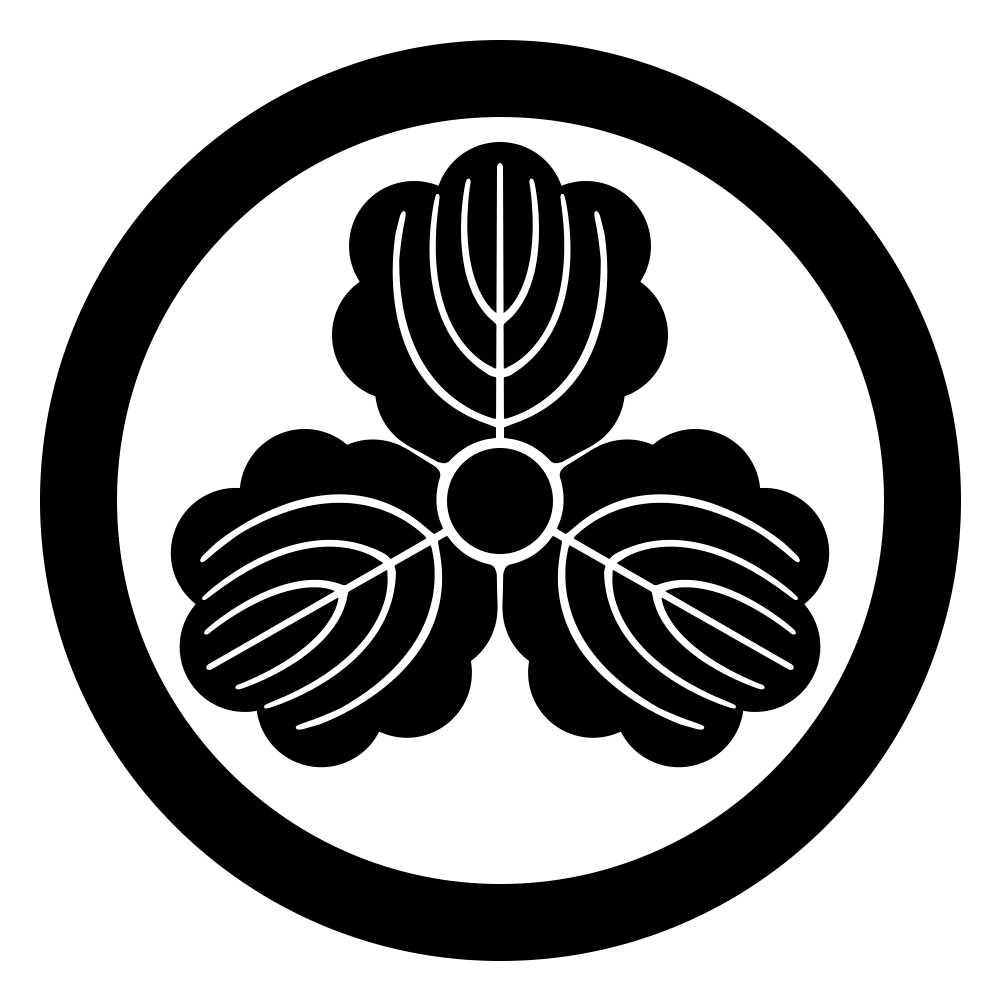
丸に三つ柏（神紋）
上諏訪梶の葉（神紋）

### 女紋（おんなもん）
主に畿内を中心とした西国において普及している風習のひとつである。女紋とは実家の家紋とは異なり女系から女系へと伝える紋章のことであり、実家の家紋とは意匠も由緒も異なる。近畿の商家では外部から頻繁に有能な入婿を迎えて家を継がせる女系相続が行われたため、自然発生的に女系に伝わる紋が生まれたといわれる。特に近畿の商家においては「家紋が一つしかない家は、旧家とは言わない」ともいい、代々の女紋を持つ家は相当な旧家として敬意を持って遇されることが多い。関東をはじめ近畿以外ではこの風習は希であり、女紋という文化のないところでは婚姻に際し、嫁いだのだから婚家の家紋を用いるべきという習慣の違いから難色を示される場合もあるという。現在でもこの風習は根強く残っている。
家同士の婚姻が主だった時代、女性が嫁ぐ場合に婚家に女紋を持って行く例も見られる。女紋の意匠は主に家紋を基にしているが、輪郭をかたどった「陰（かげ）」「中陰（ちゅうかげ）」「細輪」「覗き」などやや女性らしいものが多い。女性が留袖に実家の家紋を用いる例が多く見られるが、女紋を継承している場合は女紋で留袖を作る。

### 比翼紋（ひよくもん）
相思相愛の男女が互いの家紋を二つ並べたものを比翼紋という。

## 家紋のやりとり
家紋は度々、人から人へ譲渡の対象になっている。しかし、当時も現在も家紋に関する使用の制限は特別な紋章を除いてなかったため、家紋を譲渡した側の人間はその家紋の使用を制限されるというわけではない。
例えば、皇室の家紋である菊花紋章（菊紋）が挙げられる。天皇は功績のある者へ、例えば豊臣秀吉などに授けている。またさらに、天皇から授かった桐紋などを将軍等の有力者が、功績のあった優秀な家臣や家来に授けることがあった。その習慣は室町時代まで遡り、足利義満が細川頼之に自身の家紋を贈紋したことから始まったといわれる。こうした上位の者が下位の者へ家紋を下賜することを「賜与」（しよ）といい、授かった家は一家の大名誉として喜んだといわれ、与えられた紋を拝領紋という。
室町幕府13代将軍足利義輝が織田信長の父織田信秀に桐紋を授け、その後、信長にその桐紋が父から引き継がれた。その桐紋を肩衣につけた信長の肖像画が長興寺に保存されている。同様の例として豊後大友氏の「抱き杏葉（だきぎょうよう）」があり、その紋を授かった者を「御同紋衆」と呼び、重用したという。その逆で、家臣の家紋を主君が用いることを「召し上げ」といい、家臣である本多家または酒井家の家紋を主君である松平家が譲り受けたといわれる「三つ葉葵」の例がある。
ほかに、戦勝者が戦敗者の家紋を奪う「奪取」の例には、龍造寺氏が豊後大友氏からの大勝を得た戦勝記念として用いた「抱き杏葉（だきぎょうよう）」がある。使用者に無断で使用者の関係者を偽ってその家紋を潜用（僭用）することによって移動することもある。
身分の変わらない同格者同士による家紋の譲渡もあったが、家督の相続や、婚姻によるものが大半である。例に、山内上杉氏の上杉定実と養子縁組の計画があった伊達実元に送られた上杉家の定紋である「竹に雀」がある。

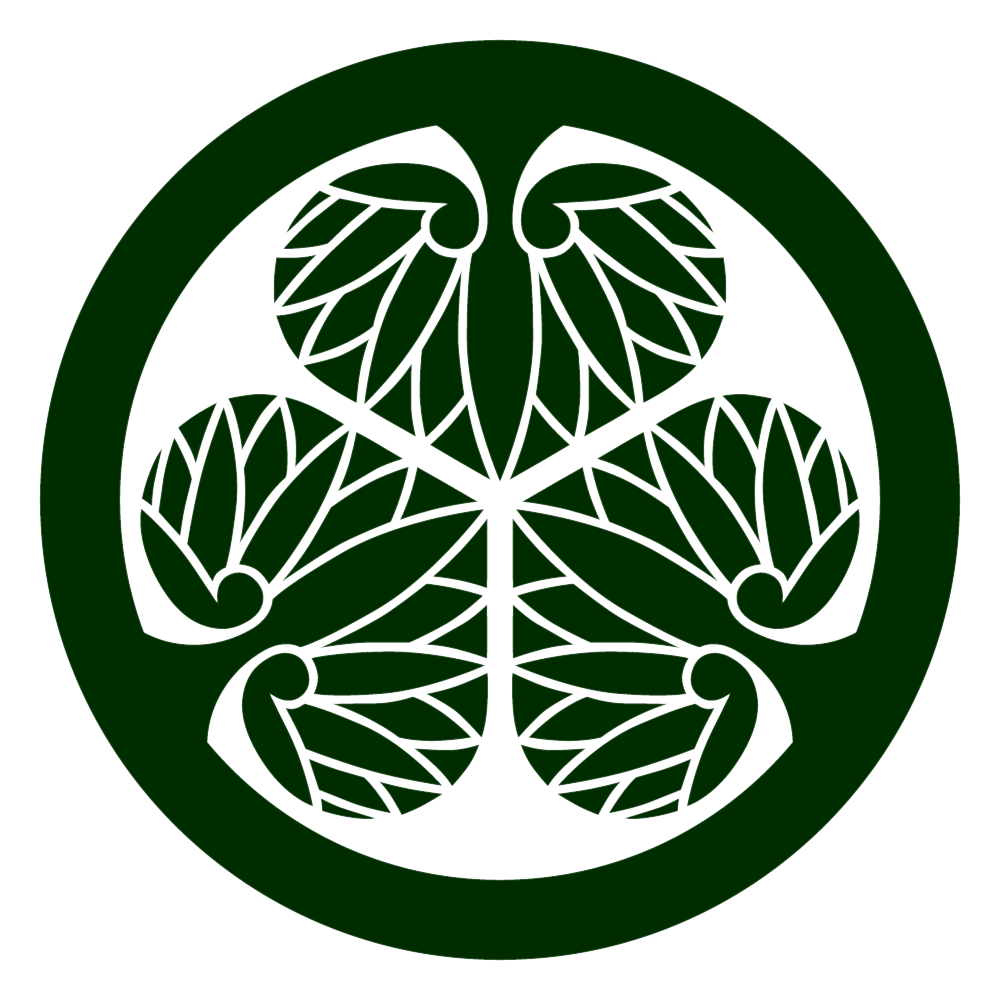
召し上げによって松平家が用いるようになった 「三つ葉葵」
葵紋の召し上げによって代替に下賜された 「片喰」
縁組により伊達家に贈られた 「上杉笹」
伊達家に贈られた上杉笹を変化させた 「仙台笹」
主君から家臣へと賜与された 「抱き花杏葉」

## 図案構成
紋には、単独であるもの、輪や角に囲まれているもの、文字、異種との組み合わせなどがある。それらに関する特定の用語がみられないためここでは書籍に見られる語句と便宜上、仮の名称を使用する。
一つの紋には、身（み）や内（うち）といえる部分と、輪（わ）・枠（わく）や外（そと）といえる部分がある。その構成には、その紋類（ここでは、桐紋や菱紋などの大きな括りのことを仮にいう）によるが、紋の図案を構成する働きにより細かい種類がある。例えば、家紋研究者の高澤等は、輪や角などの輪郭に関するものを「付加」、紋の模様など一部を省いて描いたものを「省略」、隅立てや裏表など形容を変化させたものを「改造」、紋の形自体は変えずに、同様の紋を並びや重ねを用いて加えたものを「増加」、種類の違う紋を合わせたものを「合成」、分割した紋を組み合わせたものを「分割」と説明している。

「輪」などがない構成 「梶の葉」
「輪」を付加した構成 「丸に梶の葉」
省略による構成 「三階菱」 植物の葉脈や重なり合う境界を描かないなど。
改造による構成 「抱き陰杏葉」
増加による構成 「並び矢」
合成による構成 「仙台笹・竹に雀」
分割による構成 「違い割り鷹の羽」

## 様々な家紋
以下は、一部の家紋について述べるが、様々な図案については家紋の一覧にある。

### 菊紋と桐紋
古くから菊紋である十六八重菊は皇室の紋として幕府や民衆などに広く認識され、桐紋である五七桐は菊紋の替紋として使用されていた。皇室に対して功績があった者に対して、天皇が菊紋や桐紋を下賜されることは度々あり、一説には承久の乱の際、後鳥羽上皇が鎌倉幕府倒幕の志士達に対して、愛好していた菊の紋を彫刻した刀を賜与されたことが発端ともいわれている。後に足利尊氏や豊臣秀吉なども菊紋や桐紋を授かっている。菊紋を授かることは名誉かつ光栄なことだったが、主に下賜された家紋は替紋とされていた桐紋といわれ、天皇より任命された摂政・関白・征夷大将軍・太政大臣など統治者らは統治者の行う政策などに於いて功績を残した家来や大名などに、桐紋を贈与することもあった。皇族の家紋である菊紋や桐紋の権威は増して厳格になり、1591年（天正19年）、1595年（文禄4年）には、豊臣秀吉が菊紋や桐紋の無断使用を禁止する規制を布くほどだった。

#### 菊紋

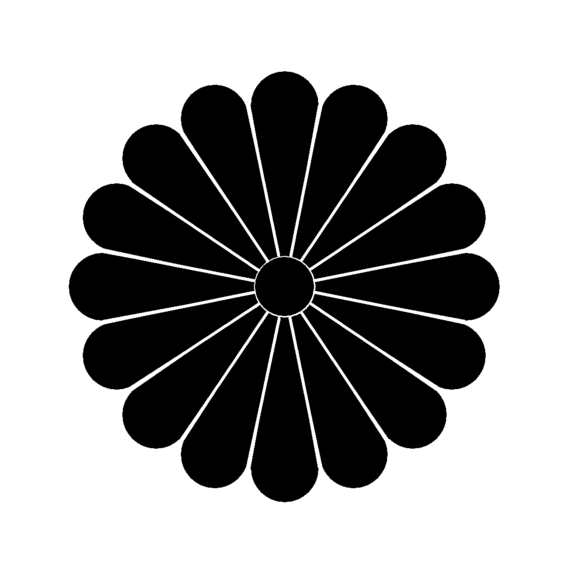
十六菊

豊臣政権から江戸幕府に政権が移行してからはこうした禁止令も次第に緩まっていった。また江戸幕府はその権威を京の朝廷の上に置こうとしていたことも相まって、菊紋も仏具の金具や彫刻、和菓子の造形、暖簾の図柄などにも用いられるようになり、庶民への普及に拍車を掛けた。こうして菊紋の権威が失墜していく一方で、徳川氏の家紋である葵紋の使用は厳格に禁止され、その権威は高まった。
その後、明治時代に入ると天皇の権威の復活により菊紋の権威復活が図られるようになり、1869年（明治元年）には神社や仏閣で使用されていた菊紋が一部を除いて原則として禁止となり、1871年（明治4年）には皇室の十六八重菊の皇室以外の使用は禁じられた。そのため徐々に菊紋の権威が復活していくことになる。
その後1879年（明治12年）の太政官達23号などで徐々に社殿の装飾などへの使用が認められていくようになった。
現在、天皇と皇室の御紋である「十六八重菊」が慣習法上の国章の扱いを受けている。十六八重菊に意匠的には似ている十六菊は、日本国の発行するパスポートや議員バッジなどのデザインとして取り入れられている。今のところ日本では特定の菊紋を国章とする法令はない。商標法第 4条第 1項第 1号には「国旗、菊花紋章、勲章、褒章又は外国の国旗と同一又は類似の商標」について、商標登録要件を満たさないと定められている。

#### 桐紋

内閣総理大臣紋章

桐紋が皇室の紋になったのは元寇襲来の少し前の鎌倉時代中期と言われる。家紋としてよく見られる五三桐やそれに丸で囲ったものは、『太閤記』や伝承などで農民出身とされている豊臣秀吉が用いたことから「家紋のないほどの一般庶民がなんらかの事情で家紋を必要とする場合（紋付袴の着用等）に用いる家紋」としても使用され、上流階級とは逆の理由で庶民の間で一般的に流布した。また、現在では貸衣装の紋としてよく使われる。
明治政府が建てられ、菊紋の法的規制が布かれる中、桐紋については、菊紋と同じような法的規制などの対処は採られなかった。室町から続く将軍家の家来に対する桐紋の譲渡が頻繁にあり、家の家紋として使用している者もいたため、それを配慮したためだと考えられている。
しかしながら、権威が失墜したわけではなく、五七桐が内閣・政府の紋章として官記や辞令書の用紙などに慣例的に用いられ、最近では、日本国外において日本の内閣総理大臣の紋章として定着しつつある。
桐紋はもともと政府を表す紋章としての性格があり、小判などの江戸時代の貨幣や明治以降の貨幣、日本政府が発行する現在の最高額硬貨である五百円硬貨にもその刻印がある（日本銀行券（紙幣）は日本銀行が発券）。

## 家紋由来のシンボルマーク
企業や地方公共団体のシンボルマークや旗章にも伝統的な家紋を利用したデザインのものが見られる。たいていは、企業であれば創業家やパトロンの家紋、地方公共団体であれば、その地に縁の深い人物（その地を支配していた大名家など）の家紋が利用される。デザインとしては
1. 家紋そのものを、ほぼそのままの形でシンボルマークにする（三井グループ、明治屋、島津製作所、鎌倉市、鹿児島市、大阪市 など）
2. 家紋をデザインの一部として取り入れる（キッコーマン、横須賀市、旧・七尾市[注 3]など）
3. 家紋を元に新しいデザインを作る（三菱グループのスリーダイヤ　など）

などの形で利用される。

## 家紋の他家の利用禁止
現代日本では、商標法によって著名な家紋、類似の家紋を権利者以外が商売として利用するのは禁止されている。

### 過去の禁止令
天正19年(1591)、文禄4年(1595)に豊臣秀吉が、菊桐紋をみだりに使用することを禁じる禁止令を発布した。
1688年には、鶴字鶴紋禁令が出された。
享保7年（1722）には葵紋使用禁止令が出された。